# Madzsd ad-Daula
Madzsd ad-Daula (tudományos átiratban Maǧd ad-Dawla, arab betűkkel مجد الدولة), eredeti nevén Abu Tálib Rusztem (tudományos átiratban Abū Ṭālib Rustam, arab betűkkel أبو طالب رستم; Rajj?, 993 – Gazna, 1029 után) a dajlami származású Buvajhidák dinasztiájának tagja, az iráni Dzsibál utolsó fejedelme volt a családból.
Fahr ad-Daula dzsibáli fejedelem 997 októbere/novembere során bekövetkező halálakor négyesztendős fia, Abu Tálib Rusztam örökölte a rajji trónt Iszfahánnal együtt Madzsd ad-Daula („a dinasztia méltósága”) névvel, míg a tartomány nyugati felét, Hamadán körzetét öccse, a Samsz ad-Daula („a dinasztia Napja”) nevet viselő Abu Táhir örökölte. A kisgyermek helyett előkelő dajlami családból származó anyja, Szajjida vette át a kormányzat irányítását. Szajjida testvére, Dusmanzijár magas rangot viselt az udvarban. Fahr ad-Daula halálát követően fejedelemsége számos területi veszteséget szenvedett: a Zijáridák visszafoglalták Gorgánt és Tabarisztánt északkeleten és északon, északnyugaton pedig az azerbajdzsáni Muszáfiridák ragadtak el több települést. Délen, Iszfahánban Dusmanzijár fia, az Ibn Kákúja („az anyai nagybácsi fia”) néven ismert Muhammad épített ki gyakorlatilag önálló hatalmat 1007/1008-as kinevezését követően.
1006/1007 folyamán az emír megpróbált megszabadulni anyja terhes gyámkodásától, amiben a vezírje, Abu Ali ibn Kászim támogatására számíthatott. Szajjida erre elmenekült, és az elvileg másik fia birtokát képező Kermánsáh környékét ténylegesen uraló kurd vezér, Badr ibn Haszanúja és Samsz ad-Daula segítségét kérte Madzsd ad-Daula ellen. Rajjt több csata árán sikerült bevenni, ekkor az engedetlen fejedelmet bebörtönözték, és egy évre Samsz ad-Daula egyesítette az egész Dzsibált. Ezután azonban visszaállították a korábbi helyzetet, bár az elvileg ismét uralkodóvá tett Madzsd ad-Daulát elszigetelték a politikától. Samsz ad-Daula ezután többször is megpróbálta újra elfoglalni Rajjt, de az energikus Szajjida megvédte tőle az országot, amivel még az egyébként kelet felől dinamikusan terjeszkedő Mahmúd gaznavida szultánt is visszatartotta a támadástól.
Szajjida 1014-es halálát követően Madzsd ad-Daula átvette a tényleges irányítást. 1021-ben elhunyt Samsz ad-Daula, és fiától, Szamá ad-Daulától 1023-ban Ibn Kákúja hódította el a tartományt, aki csak elméletileg ismerte el Madzsd ad-Daula főségét. A mind kisebb hatalmú rajji fejedelem vesztét az okozta, hogy saját hadseregében nem bízva segítséget kért ellenük Mahmúd al-Gaznitól, aki 1029 március-áprilisában bevonult országába és megbuktatta, és fiával együtt fogságba ejtette őt. A bújida uralom ezzel véget ért a dzsibáli térségben. Madzsd ad-Daula elfogója székhelyén, Gaznában halt meg a híradások szerint.